# 청춘빌라 살인사건
"청춘빌라 살인사건"은 2020년에 개봉한 대한민국의 영화이다.

## 캐스팅
- 김영호 : 수로 역
- 김정팔 : 만석 역
- 윤봉길 : 동식 역
- 강한샘 : 종기 역
- 김태정 : 정희 역
- 이서정 : 민아 역
- 백인호 : 민수 역
- 박상훈 : 빼빼 역
- 정현호 : 뚜루 역
- 박찬국 : 박 경장 역 (우정출연)
- 최원 : 부소장 역 (우정출연)